# カワード2世
カワード2世（パフラヴィー語: 𐭪𐭥𐭠𐭲、Kawād、ペルシア語: قباد）は、サーサーン朝の王（シャー）である。在位期間は628年2月25日から同年9月6日と極めて短期間であった。先代のホスロー2世の子であり、サーサーン朝の激動期に即位し、その死後にはさらなる混乱が続くこととなる。

## 生涯
カワード2世は、長きにわたる東ローマ帝国との戦争を継続し、国力を疲弊させたホスロー2世の子として生まれた。ホスロー2世の治世末期、サーサーン朝はビザンツ帝国との大規模な戦争（東ローマ・サーサーン戦争、602年-628年）によって疲弊しきっていた。627年のニネヴェの戦いでの決定的な敗北は、ホスロー2世の権威を失墜させ、国内の貴族たちの不満を募らせる結果となった。
628年2月25日、カワード2世は貴族たちの支援を受けてクーデターを起こし、父ホスロー2世を幽閉した後に処刑して即位した。この即位に際し、自身の兄弟や異母兄弟もすべて粛清したとされている。

### 治世
カワード2世の治世はわずか半年余りであったが、いくつかの重要な政策を実行した。
- 和平の締結: 長年にわたる東ローマ帝国との戦争を終結させるべく、ヘラクレイオス帝と和平交渉を進めた。その結果、戦前の国境に戻すことで合意し、聖なる十字架などの奪われた領土や聖遺物を返還した。これにより、両国間の関係は一時的に修復された。しかし、この和平は、両国がイスラーム勢力の台頭という新たな脅威に直面する直前の出来事であった。
- 宗教政策: キリスト教徒に対して完全な信教の自由を与えたとされている。これは、父ホスロー2世の治世下で一部制限されていたキリスト教徒に対する政策からの転換であると考えられる。

### 死とその後
カワード2世は、即位からわずか数ヶ月後の628年9月6日、シュロエの疫病と呼ばれる疾病（おそらくペスト）に罹患して崩御した。
彼の死後、王位はわずか7歳の息子アルダシール3世が継承した。しかし、幼王の統治は不安定であり、サーサーン朝は以降、短期間に多数の王が交代する混乱期に突入することになる。この政治的混乱と国力の疲弊は、後にイスラーム勢力によるペルシア征服を容易にする要因の一つとなった。

## 参考書籍
- 青木健『ペルシア帝国』（講談社選書メチエ、2012年）
- 井谷鋼造『イスラーム世界の歴史』（放送大学教育振興会、2003年）